# Шумский, Пётр Александрович
Пётр Александрович Шумский (31 декабря 1915  [13 января 1916], Нежин, Черниговская губерния — 4 января 1988, Москва) — советский учёный, один из основателей советской школы гляциологии, исследователь Арктики и Антарктики. Доктор географических наук.

## Биография
Ещё во время обучения на географическом факультете Ленинградского университета при прохождении производственной практики уехал в экспедицию на острова Де-Лонга, где попал на вынужденную зимовку в 1937—1938 годах. Далее было участие в начальной стадии дрейфа «Георгия Седова».
После окончания университета по распределению отработал год учителем в сельской школе.
В годы Великой Отечественной войны работал геологом в экспедиции на Памире, занимался поисками пьезо-оптического сырья.
С 1945 по 1947 год учился в аспирантуре Ленинградского университета и работал научным сотрудником Всесоюзного арктического института. За представленную как кандидатская диссертацию «Современное оледенение Советской Арктики» ему была присвоена степень доктора географических наук (1947). Диссертация была напечатана отдельной монографией.
Принимал участие в экспедициях по Кольскому полуострову, на Новую Землю, в 1947—1948 годах зимовал на Земле Франца-Иосифа.
С 1950 года работал в Институте мерзлотоведення АН СССР, в 1952—1953 годах П. А. Шумский возглавлял гляциологический отряд экспедиции Института, изучал подземные льды и строение мёрзлых пород в долинах якутских рек Яны и Индигирки.
В 1954 году работал на советской дрейфующей станции «Северный полюс-3», затем на станции «Северный полюс-7». Изучал строение морского льда Северного Ледовитого океана, обследовал ледниковые купола Северной Земли и, повторно, Земли Франца-Иосифа.
В 1955—1957 годах принимал участие в работе I советской антарктической экспедиции в качестве научного консультанта, первым из советских людей ступил на лёд Антарктиды (1956). В 1957—1958 годах возглавлял гляциологический отряд II советской антарктической экспедиции. Возглавлял санно-тракторный поезд в центральные районы Антарктиды. Член КПСС с 1957 года.
В 1958—1963 года — директор Института мерзлотоведения имени В. А. Обручева АН СССР.
В 1960-х годах разработал методику приближенного определения скорости изменения толщины центральных районов Антарктиды по скорости деформации на поверхности; для решения этой проблемы организовал в 1964 году советско-французский отряд и сам принимал участие в походе до Южного геомагнитного полюса. Избирался президентом Международной комиссии снега и льда (1960—1963).
С 1 января 1971 года по 31 марта 1987 года сотрудничал в Институте механики МГУ.
Скончался после тяжёлой продолжительной болезни. Похоронен на Ваганьковском кладбище (45 уч.).

## Награды и почётные звания
- орден Трудового Красного Знамени;
- Заслуженный деятель науки РСФСР;
- лауреат Государственной премии СССР (1970, за создание «Атласа Арктики»);
- Почётный полярник (1949);
- медали.
- Почётный доктор Мак-Гильского университета.

## Основные труды
- Шумский П. А. «Современное оледенение Советской Арктики». // «Вопросы географии», М.: ОГИЗ, 1949[3].
- Шумский П.А. Основы структурного ледоведения - М.: Изд-во АН СССР, 1955
- Шумский П. А. «Очерк истории исследования подземных льдов». / АН СССР, Северо-Восточное от. Ин-ту мерзлотоведення им. В. А. Обручева. — Якутск: Якуткнигоиздат, 1959.
- Красс М. С., Шумский П. А. «Динамика и тепловой режим ледников». — М.: Наука, 1983.
- Соломатин В. И., Попов А. И., Шумский П. А. «Петрогенез подземных льдов». — Наука, Сибирское отд., 1986.

## Память
Именем П. А. Шумского названы ледники на Земле Франца-Иосифа и в Джунгарском Алатау.
Также в честь П. А. Шумского названа бухта в Антарктиде (67°04′ ю.ш., 67°21′ з.д., название бухте присвоено английскими исследователями).

## Ссылка
- Русские путешественники и мореплаватели: Шумский Петр Александрович, гляциолог, полярный исследователь Архивная копия от 27 августа 2018 на Wayback Machine.